# Урдарі (комуна)
Урдарі (рум. Urdari) — комуна у повіті Горж в Румунії. До складу комуни входять такі села (дані про населення за 2002 рік):
- Урдарі (1606 осіб) — адміністративний центр комуни
- Финтинеле (985 осіб)
- Хотероаса (624 особи)

Комуна розташована на відстані 225 км на захід від Бухареста, 26 км на південь від Тиргу-Жіу, 66 км на північний захід від Крайови.

## Населення
За даними перепису населення 2002 року у комуні проживали 3215 осіб, усі — румуни. Усі жителі комуни рідною мовою назвали румунську.
Склад населення комуни за віросповіданням:
| Релігія       | Кількість осіб | Відсоток |
| ------------- | -------------- | -------- |
| православні   | 3211           | 99,9%    |
| баптисти      | 2              | 0,1%     |
| реформати     | 1              | < 0,1%   |
| п'ятдесятники | 1              | < 0,1%   |